# Radio-loudness
Der Begriff der Radio-loudness beschreibt bei einem astronomischen Objekt das Verhältnis der Radiostrahlung zur elektromagnetischen Strahlung in anderen Spektralbereichen, wenn eine bimodale Verteilung vorliegt. Dementsprechend werden astronomische Objekte eingeteilt in radioleise und radiolaute Quellen. Diese Klassifikation wird bei Pulsaren verwendet sowie bei allen Arten aktiver galaktischer Kerne wie Quasare, Seyfertgalaxien, BL-Lacertae-Objekte und Blazare.